# Arslan Senki (jeu vidéo)
Pour les articles homonymes, voir Arslan Senki et Arslan.
Arslan Senki est un jeu vidéo de rôle sorti en 1993 sur Mega-CD au Japon. Le jeu a été développé et édité par Sega.
Il est basé sur la série de romans Les Chroniques d'Arslân de Yoshiki Tanaka, également adapté en manga et anime.